# 坂頂達也
坂頂 達也（さかちょう たつや、1983年3月11日 - ）は、日本の男性フィギュアスケート選手（アイスダンス）。パートナーは実妹でもある坂頂みなみ。青森県出身。

## 経歴
八戸工業大学工学部卒業。同大学大学院工学研究科修了。8歳で妹とともにスケートを始め、アイスダンス競技の道へと進んだ。
1999年から2002年までの全日本ジュニア選手権で4連覇を果たす。
2004年、全日本選手権で渡辺心/木戸章之組、都築奈加子/宮本賢二組に次いで3位に入り、初めて表彰台に立った。
2007年3月に八戸工業大学大学院を修了し、妹とともにアマチュアを引退。

## 主な戦績
| 大会/年          | 1999-00 | 2000-01 | 2001-02 | 2002-03 | 2003-04 | 2004-05 | 2005-06 | 2006-07 |
| ---------------- | ------- | ------- | ------- | ------- | ------- | ------- | ------- | ------- |
| 全日本選手権     |         |         |         | 4       | 4       | 3       | 3       | 3       |
| ユニバーシアード |         |         |         |         |         | 11      |         | 11      |
| 全日本Jr.選手権  | 1       | 1       | 1       | 1       |         |         |         |         |
| JGP SBC杯        |         |         | 9       |         |         |         |         |         |